# Edfou
Ne doit pas être confondu avec Temple d'Horus (Edfou).
Edfou (arabe : إدفو, Atbô en copte : Ⲁⲧⲃⲱ, ancienne Behedet (Bḥdt) ou Djeba (Ḏbȝ) ou Mesen (Msn), la « Ville du flotteur » en égyptien, Apollinopolis Magna en grec ancien) est une ville de Haute-Égypte. Ce sont les Grecs, qui avaient identifié le dieu Horus avec Apollon, qui lui donnèrent le nom d'Apollinopolis Magna. Cette très ancienne ville de Béhédet s'est développée sur une colline et était la capitale du 2e nome de Haute-Égypte, le nome du Trône d'Horus.
La ville comptait 133 772 habitants en 2012. Elle est située sur la rive ouest du Nil, dans une région particulièrement riche en blé, au débouché des pistes caravanières venant du désert et des mines d'or de Nubie. Entre Assouan et Thèbes, elle est à 105 km au sud de celle-ci et à 755 km du Caire.

## Toponymie
| F18 · D46 | X1 · O49 |

| F18 · D46 | X1 · O49 |

| F18 · D46 | X1 · O49 |

| F18 · D46 | X1 · O49 |

| T25 | D58 | G1 | O49 |

| T25 | D58 | G1 | O49 |

| T25 | D58 | G1 | O49 |

| T25 | D58 | G1 | O49 |

| V32 | O49 |

| V32 | O49 |

| V32 | O49 |

| V32 | O49 |

Comme beaucoup de villes égyptiennes, cette cité a connu plusieurs noms au cours du temps :
- en égyptien ancien, elle portait plusieurs noms : Béhédet (Bḥdt) , Djeba (Ḏbȝ) et Mesen (Msn), le dieu Horus y était vénéré sous le nom d'Horus Béhédet ;
- en grec ancien, son nom était Ἀπόλλωνος πόλις μεγάλη (Ἀpóllônos pólis megálê), d'où est tiré le nom Apollinopolis Magna ;
- le nom romain était Apollo superior ;
- en copte, son nom était Ⲁⲧⲃⲱ (Atbô) ;
- en arabe, son nom est إدفو (Edfou).

## Tell Edfou
Les vestiges de l'ancienne ville d'Edfou sont situés à environ 50 mètres à l'ouest du temple ptolémaïque - à gauche du pylône du temple le plus ancien, sur ce qu'on appelle un tell. Bien qu'il soit modeste et peu prestigieux pour les touristes en visite, ces vestiges sont un lieu qui présente plus d'intérêt archéologique que le temple ptolémaïque. Bien que des parties importantes de ces vestiges - découpées ou exposées lors de fouilles par les sebakhins - montrent des signes d'érosion importants, il y a suffisamment de vestiges pour obtenir des informations remontant à la période prédynastique. Les vestiges donnent un aperçu du développement d'Edfou en tant que ville de province depuis la fin de l'Ancien Empire jusqu'à la période byzantine. La ville d'Edfou était la capitale du 2e nome de Haute-Égypte, le nome du Trône d'Horus, et a joué un rôle important dans la région. La partie la plus ancienne de la ville, qui peut être datée de la fin de l'Ancien Empire, se trouve dans la partie orientale du tell, non loin du temple ptolémaïque. Il existe des preuves que la ville a prospéré pendant la Première Période intermédiaire, lorsqu'elle s'est largement étendue vers l'ouest. C'est l'un des rares établissements du sud de l'Égypte qui a prospéré alors qu'il semble que le nord, surtout autour du delta, était en déclin économique.
Aujourd'hui, l'ancienne butte de Tell Edfou est préservée dans certaines zones jusqu'à vingt mètres de haut et contient des séquences archéologiques complètes d'occupation datant de l'Ancien Empire jusqu'à la période gréco-romaine, soit plus de 3000 ans d'histoire, offrant ainsi des conditions idéales pour étudier le développement d'une ville de province. Une partie centrale du site a été explorée par Henri Henne de l'institut d'égyptologie de Lille en 1921 et 1922. Son équipe a identifié les restes d'un petit sanctuaire de la période tardive ou ptolémaïque, peut-être la chapelle d'Osiris construite par Psammétique Ier. Henne a été suivi par Octave Guéraud en 1928 puis par Maurice Alliot en 1931, qui ont chacun exploré et fouillé différents aspects des vestiges de la ville. Les couches supérieures du tell, contenant les vestiges byzantins, romains et ptolémaïques ainsi que le cimetière de l'Ancien et du Moyen Empire à l'angle sud-ouest, ont été répertoriés par une expédition franco-polonaise de 1937 à 1939. L'expédition a été organisée en coopération entre l'université de Varsovie et l'institut français d'archéologie orientale (IFAO) au Caire et a été dirigée par Bernard Bruyère, J. Manteuffel et Kazimierz Michałowski. Trois rapports élaborés sur l'archéologie de Tell Edfou ont été publiés.
Malheureusement, depuis la mi-1939, aucune nouvelle découverte détaillée ou recherche approfondie n'a été réalisée au tell, à l'exception de travaux récents effectués par Barry Kemp, de l'université de Cambridge. Depuis 2001, le projet Tell Edfou est dirigé par Nadine Moeller (Oriental Institute, université de Chicago). Le travail actuel se concentre sur la partie orientale du site. Jusqu'à présent, le centre administratif de l'ancienne ville a été découvert avec les vestiges d'une salle à colonnes datant de la fin du Moyen Empire ainsi qu'une grande cour à greniers qui servait de réserve de céréales pour cette capitale provinciale. Les dernières dates remontent à la Deuxième Période intermédiaire (XVIIe dynastie). Au moins sept grands silos ronds d'un diamètre compris entre 5,5 et 6,5 m ont été fouillés ici, ce qui en fait les plus grands découverts à ce jour dans un ancien centre urbain égyptien.
Aucun vestige plus important datant d'avant la Ve dynastie n'a été trouvé à Edfou. L'ancien cimetière comprenait des mastabas de l'Ancien Empire ainsi que des tombes plus récentes. Avant le début du Nouvel Empire, la nécropole a été transférée à Hager Edfou, à l'ouest, puis à Nag' el-Hassaya, au sud, à la fin de la période. 
L'un de ces mastabas appartenait à Isi, un administrateur local, qui, a-t-on cité, était le grand chef du Nome d'Edfou de la VIe dynastie. Isi a vécu du règne du roi Djedkarê Isési à celui de Pépi Ier. Il était administrateur, juge, chef des archives royales et un « Grand parmi les dizaines du Sud ». Isi devint plus tard un dieu vivant et fut ainsi vénéré pendant le Moyen Empire. À la fin de la VIe dynastie et de l'Ancien Empire, les gouverneurs locaux et les nobles administratifs ont assumé un pouvoir plus important dans leurs domaines, loin de l'autorité centrale royale.

## Pyramide d'Edfou
Les vestiges de l'une des sept petites pyramides à degrés provinciales construites le long de la vallée du Nil sont situés à environ cinq kilomètres au sud d'Edfou, près du village de Naga el-Goneima, sur la rive ouest. La structure a été construite en grès rougeâtre brut et s'élève à une hauteur actuelle de 5,5 m. La pyramide a été attribuée sans certitude au roi Houni de la IIIe dynastie ou au roi Snéfrou de la IVe dynastie. La fonction de ces pyramides est inconnue. Des recherches complémentaires et une étude détaillée sont menées par l'Institut oriental de l'université de Chicago depuis 2010.

## Apollinopolis Magna
La ville antique a tiré sa principale réputation de deux temples construits au milieu de la petite ville. Le temple plus petit, parfois, mais à tort, appelé Typhonium, est apparemment un appendice du premier, et ses sculptures représentent la naissance et l'éducation de la jeune divinité Horus.
C'est Ptolémée III Évergète Ier  qui a fait construire le grand temple d'Horus, édifice colossal dédié à la triade Horus, Hathor et Harsomtous, achevé en 57 avant notre ère. Il est aujourd'hui encore presque intact, c'est un des monuments les mieux conservés de toute l'Antiquité. Il est considéré comme le temple égyptien classique, avec une cour à ciel ouvert entourée de portique.
Sous les empereurs romains, c'était le siège de la Legio II Traiana Fortis. Apollonopolis Magna devint un évêché chrétien, un suffragant du siège métropolitain de Ptolémaïs, la capitale de la province romaine de Thébaïde. Des documents en papyrus mentionnent les noms de cinq de ses évêques. Apollonopolis Magna n'est plus un évêché résidentiel, mais est aujourd'hui classé par l'Église catholique comme siège titulaire.

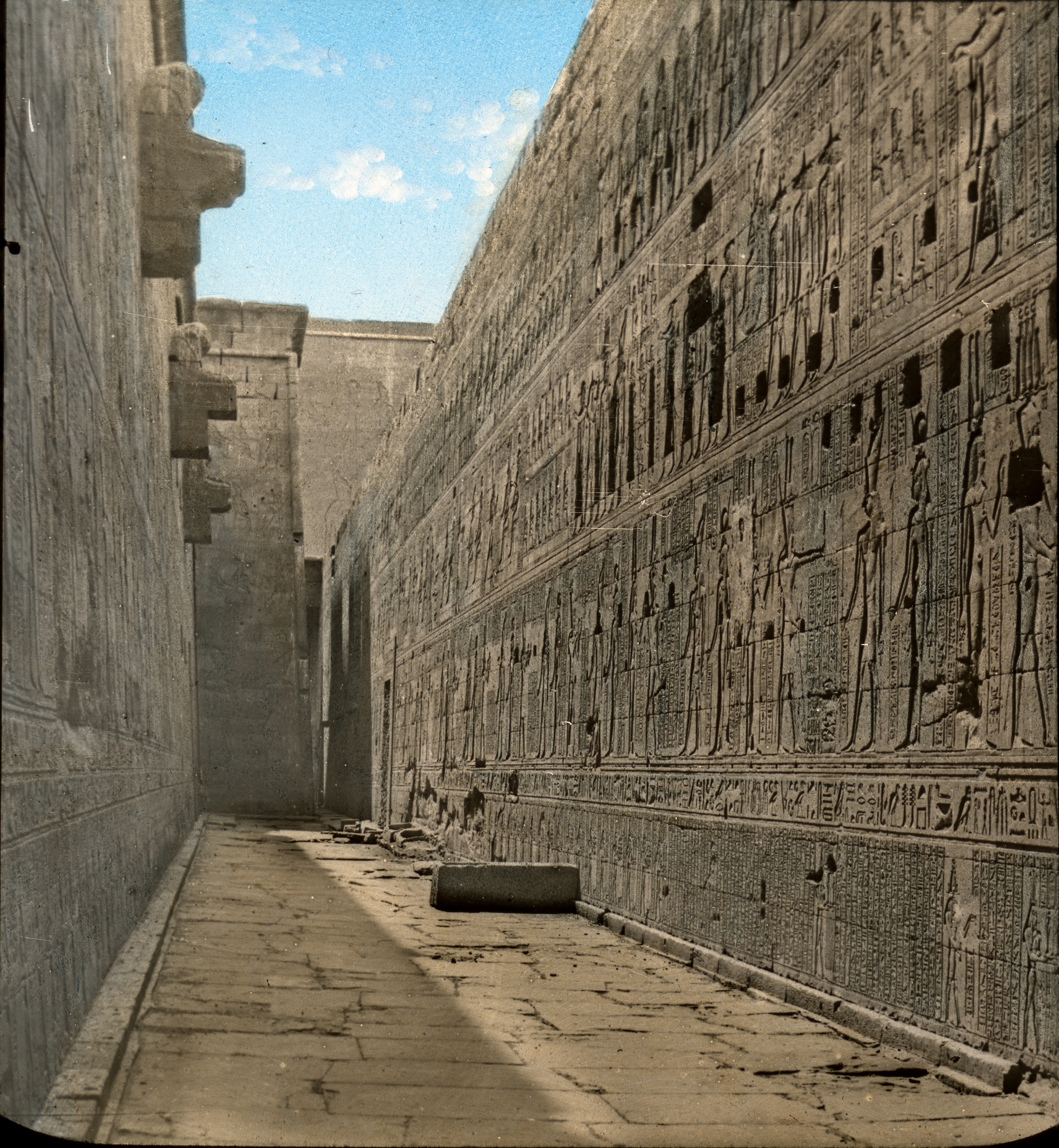
Vue à l'intérieur du temple d'Edfou.
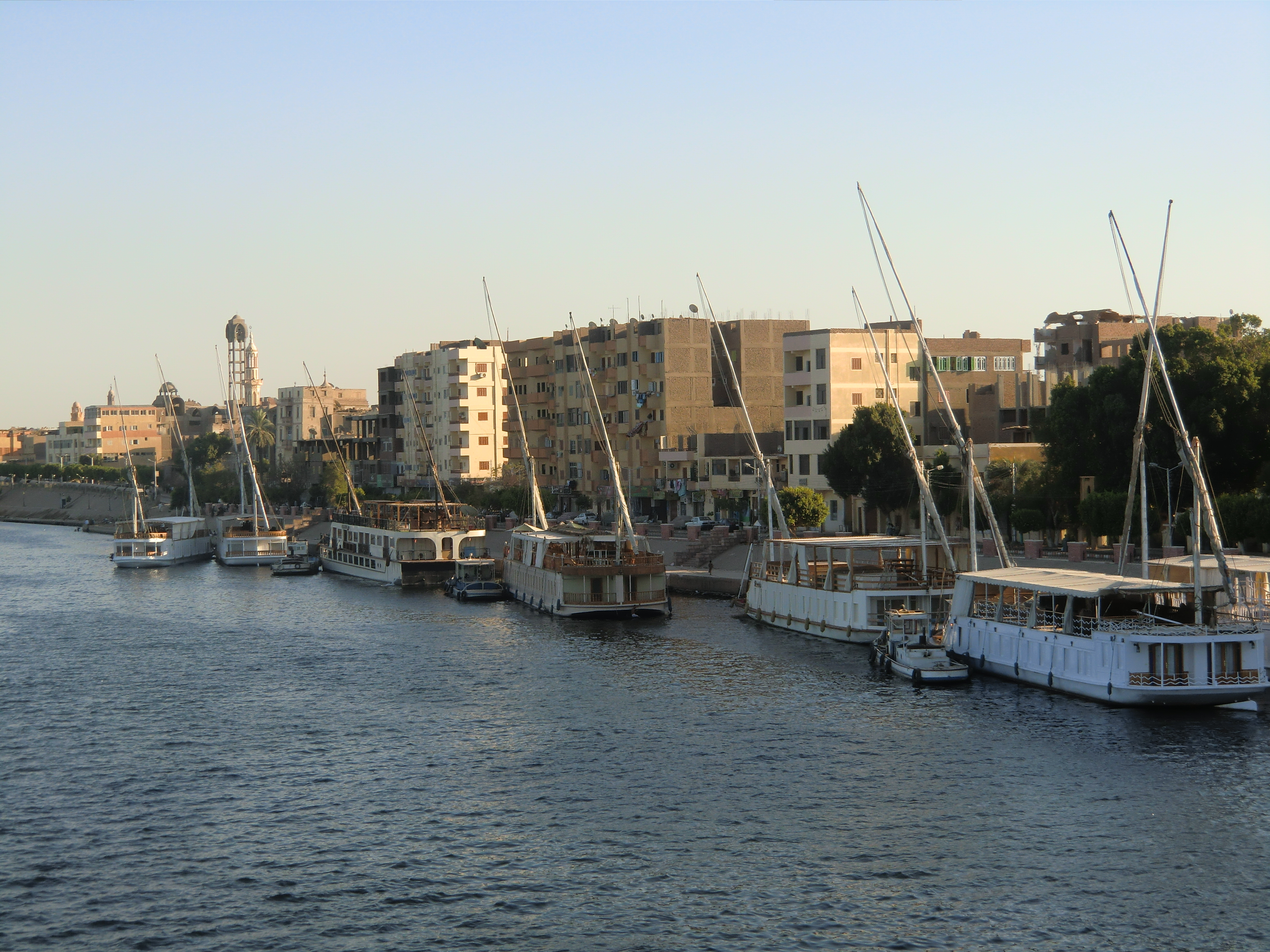
Le quai le long du Nil à Edfou.
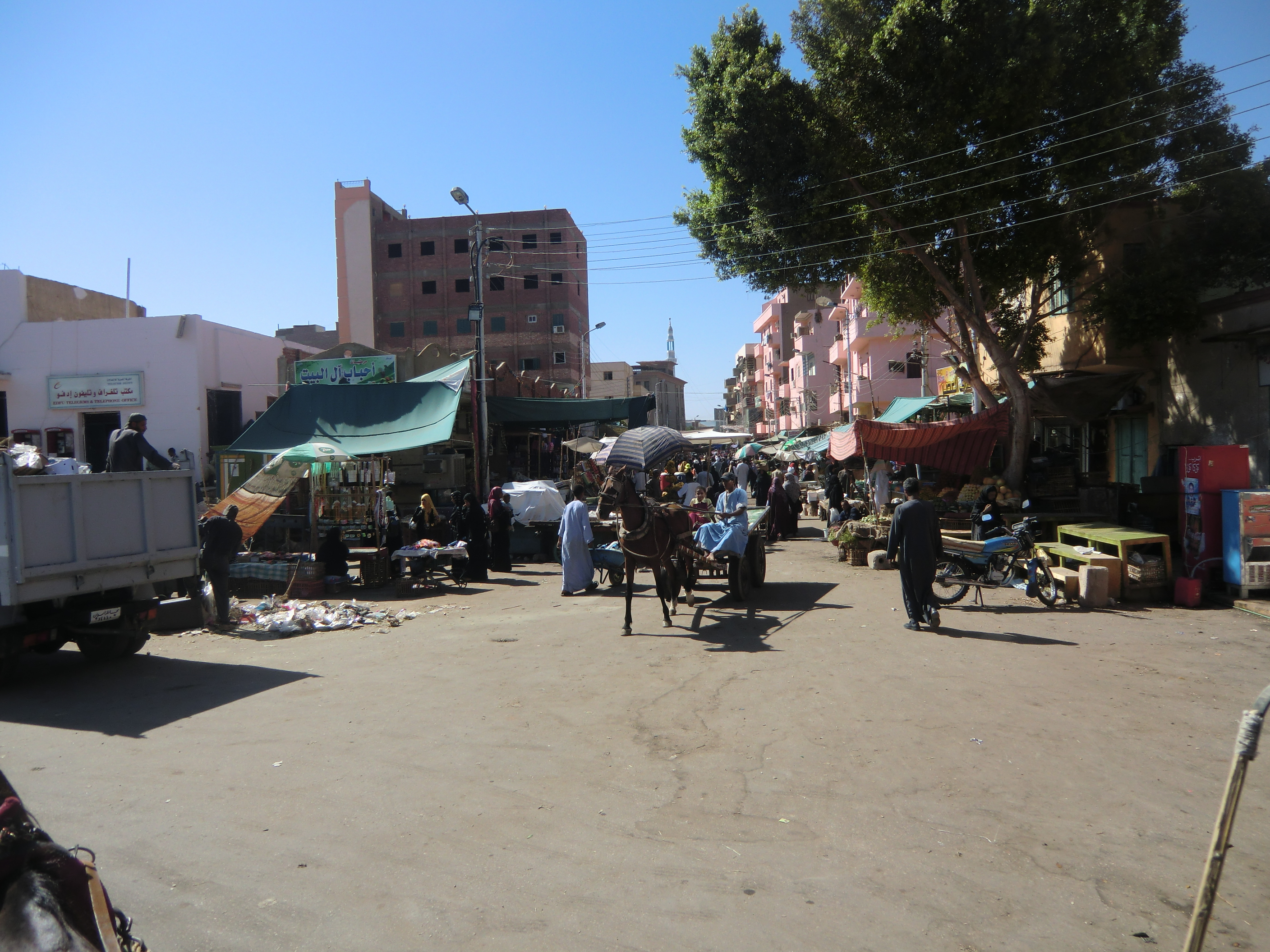
Scène de rue à Edfou
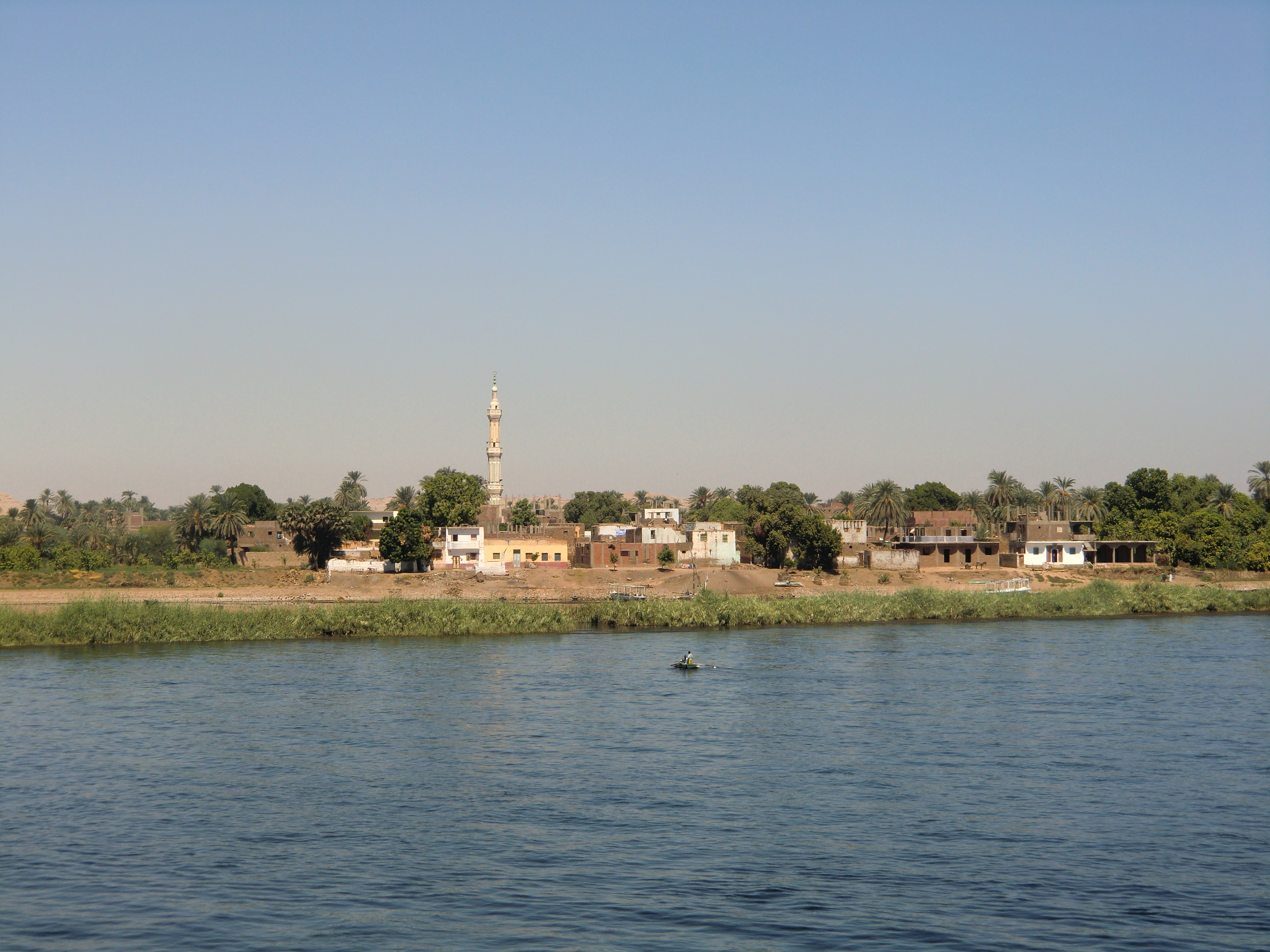
La ville vue depuis le Nil.
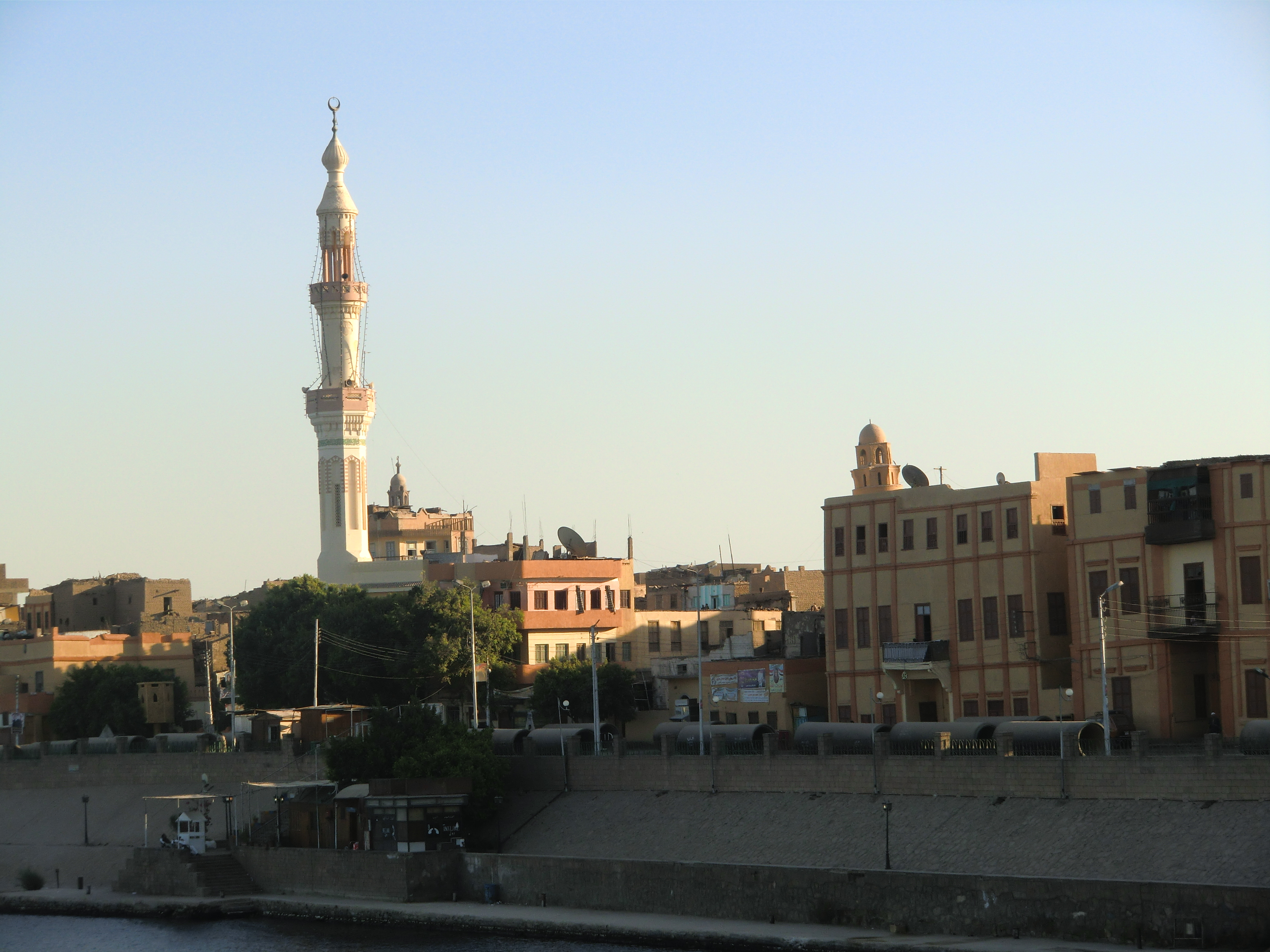
Le minaret de la mosquée.
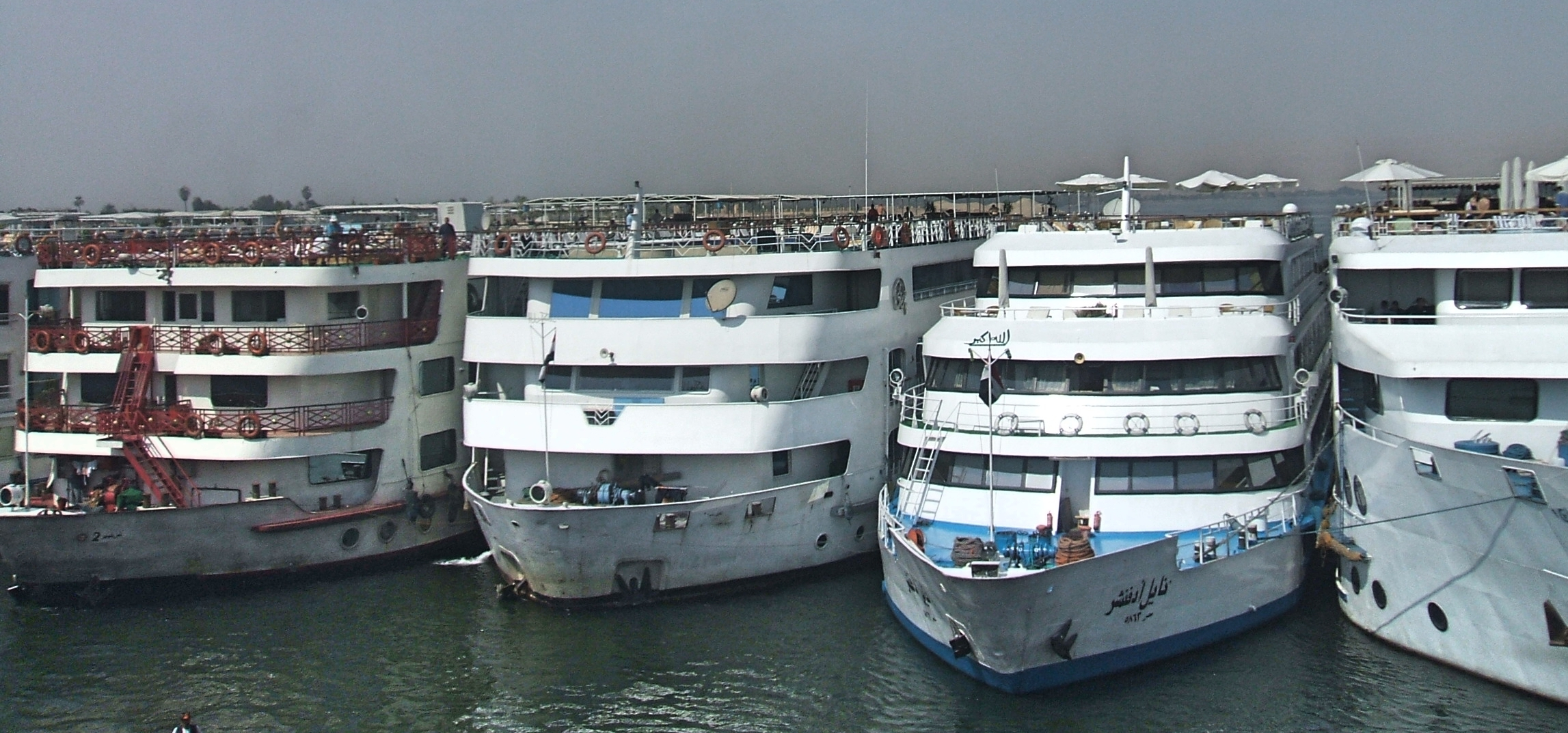
Nombreux bateaux de croisière à quai.